# Therodamas mexicanus
Therodamas mexicanus is een eenoogkreeftjessoort uit de familie van de Ergasilidae. De wetenschappelijke naam van de soort is voor het eerst geldig gepubliceerd in 2008 door Suárez-Morales, Santana-Pineros & González-Solís.